# Silene anisoloba
Silene anisoloba är en nejlikväxtart som beskrevs av Alexander Gustav von Schrenk. Silene anisoloba ingår i släktet glimmar, och familjen nejlikväxter. Inga underarter finns listade i Catalogue of Life.